# XP-21279
XP-21279是一种含氮有机化合物，化学式C
19H
21NO
6，是一种用于帕金森氏病的前体药物。